# ギャラクシー・ハイスクール
ギャラクシー・ハイスクール（Galaxy High）はアメリカ合衆国日本のテレビアニメ。CBSでの放送期間は1986年9月13日から12月6日。全13話。制作は クリス・コロンバス。劇中音楽やテーマソングは イーグルスのメンバードン・フェルダが担当した。
日本語版はNHK衛星第2テレビジョンで1991年3月25日より放送された。
本作は、多くの異星人が在籍するギャラクシー・ハイスクールを舞台に、地球から交換留学生であるエイミーとドイルの学生生活を描いている。

## 登場人物

### 生徒
ドイル・クレバーローブ（Doyle Cleverlobe）
声 - ハル・ライリー/日本語版 -広中雅志
地球からの交換留学生。スポーツ万能でどの競技でもトップクラスだが、勉強は苦手である。そのためギャラクシー・ハイスクールでは、入学時にボロボロの中古バイクしか受け取れておらず、学費はピザ屋などでバイトをして賄っている。
ギャラクシー・ハイスクールで行われるスポーツ大会では、毎回上位の成績を収めている。
エイミー・ブライトタワー（Aimee Brightower）
声 - スーザン・ブルー/江森浩子
地球からの交換留学生。地球の大学では成績トップの優等生だが、影が薄く目立たない存在であった。
ギャラクシー・ハイスクールでは女子生徒を中心に大学一の人気者となり、生徒以外のエイリアンからも注目されパーティに招待されるほどである。
また、成績優秀のためギャラクシー・ハイスクールから副賞として車やコンサートチケットなどを受け取っている。
マイロ・デ・ビーナス（Milo De Venus）
声 - デヴィッド・L・ランダー/桜井敏治
ギャラクシー・ハイスクールの生徒会長。腕が6本もある。いわゆるナードスタイルをしている。
ドイルと共にルイージのピザ屋でアルバイトをしており、腕が多いためかなりの作業を同時にこなすことができる。
クリープ（Creep）
声 - ダニー・マン/三ツ矢雄二
エイミーに恋する黄色い毛玉のような小さな生徒。羽があるため、空を飛ぶことができる。事あるたびに歌を歌う。
ギルダ・ゴシップ（Gilda Gossip）
声 - ナンシー・カートライト/山本圭子
顔に1つ、頭から出た触手に4つの、合計5つの口を持つ女子生徒。うわさ好きでおしゃべりが得意であるため、将来はテレビリポーターになることを夢見ている。
ブーイ・バブルヘッド（Booey Bubblehead）
声 - ジェニファー・ダーリン/富沢美智恵
風船のような姿をした女子生徒。脳が透けて見えており、非常に忘れっぽい。脳にダメージを与えるブレイン・ブラスターを使ってもなんともなかったことがある。
宇宙一のミュージシャン、ミック・マガーを愛している。
ウェンディ（Wendy Garbo）
声 - ジェニファー・ダーリン
地球人に近い容姿をした女子生徒。首に生きたマフラーを巻いている。頭部はヘルメット状になっているが頭髪。怒ると肌が緑色になる。
恋多き性格で、ハイスクール全男子のブラックリストを所持しており、ピザの怪物ともデートしたりする。
ギルダ、ブーイと共に行動することが多い。
フレディ（"Flat" Freddy Fender）
声 - ナンシー・カートライト
フラットな身体をした男子生徒。狭いところに入り込んだり、身体を折りたたんだりできる。
ビーフ・ボンク（Beef Bonk）
声 - ジョン・スティーブンソン/郷里大輔
巨大な赤い雄鶏のような姿の男子生徒。ボンク団のリーダーで、ローランド、アールと共にあらゆる生徒たちに意地悪を働く。
特に地球人のドイルを「地球っぽ」（Earth Stinks）と呼んで敵視しており、その文句が書かれたＴシャツを着用している。
大変怒りっぽく、怒ると後頭部の穴から蒸気を噴き出し、皮膚が真っ青になる。玉葱が大の苦手。将来の夢は軍人である。
ロットン・ローランド（Rotten Roland）
声 - ニール・ロス/龍田直樹
いつも卵を持っており、自身も腐った卵のような姿の男子生徒。ボンク団の一員で、ビーフ、アールと共に行動している。
事あるごとに人に卵をぶつけて嫌がらせをする。腐ったものが大好き。ビーフに調子を合わせて言う「そりゃいいや、そりゃいいやなー」が口癖。
将来の夢は犯罪関係だが、警察か泥棒のどっちでもよい、と称している。
アール（Earl Eccchhh）
声 - ガイ・クリストファー/緒方賢一
緑色のスライム状をした生徒。体が小さいため、よく踏まれる。
ボンク団のメンバーで、いつもビーフ、ローランドと行動を共にしている。
いつもは床を這って移動しているが、火星人病に罹患した際には二足歩行で移動していた。
ウルフギャング・アマデュロス（Wolfgang Amadeus）
声 - ハル・ライリー/屋良有作
ギャラクシー・ハイスクールのダンスパーティーのためにアステロイド星から来た男子生徒。狼男のような姿をしている。
大変ないたずら好きで、指輪で感電させたり、胸の花からインクをかけたりするが、本人に悪気はないようだ。

### 教師
ギャラクシー・ハイスクールの教師は以下の四名が代表的であるが、他にも氷について教えていた人間型教師、顔が複数ありアルファベットを教えていた教師、紫色の小柄な銀河地理教師（声:朝戸鉄也）や、鯨に似た姿の教師などが確認できる。
マクブレイン校長（Ms. Biddy McBrain）
声 - パット・キャロル/麻生美代子
ギャラクシー・ハイスクールの校長。身体と比べて巨大な頭脳を持っており、何かひらめくと頭の電球が点灯する。
校長の仕事だけでなく、教師として授業も行っている。
元々、ルイジのホットケーキショップでウェイトレスをしていた。出身の星では女性が高学力なことは法律違反であったが、タイムスリップしてきたエイミー達の働きかけでウェイトレスを辞め、ギャラクシー・ハイスクールの校長となる決意をした。
アイセンスタイン教授（Professor Icenstein）
声 - ハワード・モリス/永井一郎
化学担当の教師。母星である氷の星フロスターではノーブル賞を受賞している。
体が氷でできており33度になると溶けてしまう。そのため、講義室の温度は常に零下に設定されており、生徒たちは全員防寒着を身に着けて授業に臨む。
溶けて液体になってしまうと話すことができず、あぶくで意思伝達する。冷凍すると元に戻ることができる。
フロッグフェイス（Coach Ferdy Frogface）
声 - パット・フラリー/二又一成
男子の体育担当コーチ。目の前のハエを一瞬で捕獲する。
ギャラクシー・ハイスクールでスポーツの試合が行われる時は司会進行を務める。
カトリーナ（Coach Katrina）
声 - パット・キャロル
女子の体育担当コーチ。ケンタウルスのように下半身が馬の格好をしている。頭部はモヒカン状。

### 学校関係者
ルイジ・ラ・バウンチ(Luigi La Bounci)
声 - ハワード・モリス
大学構内にあるピザ屋のオーナー。小柄な体躯で、ジャンプを繰り返しながら仕事をしている。
ホットケーキショップを開業するための旅行中、ウェイトレスだったマクブレインと共にフルーター星に不時着した際、タイムスリップしてきたエイミー達の説得でピザ屋に転向した。
オリー（Ollie Oilslick the cabbie）
声 - ジーノ・コンフォルティ
タクシーの運転手。生徒たちの送迎を主な業務としており、エイミーとドイルをギャラクシー・ハイスクールまで送り届けた。
スラッジ（Sludge the janitor）
声 - パット・フラリー
ギャラクシー・ハイスクールで飼われている、犬に似たエイリアン。
普段は子犬のようだが、巨大な姿に自由に変身することができる。学級委員長のマイロの制止によりおとなしくなり、矮小化する。
味が良い人間が好き。また、大学の構内でたまったゴミを食べて処理している。
ドイルのロッカー(Doyle's locker)
声 - ヘンリー・ギブソン
ドイルのしゃべるロッカー。性格が悪く、気に入らない荷物は入れてくれない。特に危険なブレイン・ブラスターについては絶対に拒否する。
黒板(Blackboard)
声 -
講義室内にあるしゃべる黒板。チョークで自分の顔を描く。
アル・ガトリ（Al Gatori）
声 -玄田哲章
ギャラクシー・ハイスクール隣接のモールにある革製品屋の店主。ワニのようなエイリアン。マイロを騙して25年間マネキンにする契約を結ばせた。

### その他宇宙人
マートル・ブラスターマイヤー/ハーベイ・ブラスターマイヤー（Myrtle Blastermeier/Harvey Blastermeier）
声 - ジョン・スティーブンソン/ジェニファー・ダーリン
ドイルが頻回に宇宙空間で遭遇する、旅行中の夫妻。
二人は背中がチューブで繋がっているが、いつでも夫婦喧嘩をしている。
レジー・ユニサイクル（Reginald "Reggie" Unicycle）
声 - ジーノ・コンフォルティ
足がタイヤ状になった宇宙人。宇宙一の大金持ちの御曹司。わがままな性格で「我慢できないよ！」（I can’t stand it）が口癖。
エイミーに一目惚れしており、いろいろなものを送り届けた。
ミルバーン・ユニサイクル（Milburn Unicycle）
レジー・ユニサイクルの父で宇宙一の大富豪。
レジーの教育のため、ギャラクシー・ハイスクールと小学校を無償で建てた。
ミック・マガー (Mick Maggers)
声 - ニール・ロス
宇宙で大人気のロックシンガー。青い皮膚で腕が4本ある。彼のコンサートチケットはすぐに完売するため入手が困難。
ブーイはファンの中でも特別な存在であるようで、危機を救いに駆けつけるほど。
火星人（Martian）
緑色をした、規則にうるさい宇宙人。触れた者に火星人病をうつしてしまう。
火星人病にかかった者は人間性が失われて、規則だけを厳守するようになるが、「怒り」など性格の根幹をなす感情を刺激されると元に戻る。

## スタッフ
- 原作 - クリス・コロンバス
- 製作総指揮 - 藤岡豊
- 監督 - デビッド・ヒルバーマン
- ストーリー・エディター - ラリー・ディティリオ
- キャラクターデザイン - ロン・メイデンバーグ、古瀬登、ボブ・ドランコ、ジョン・クリクファルシ、ナンシー・ウレーン
- 美術監督 - ボブ・ドランコ、大野広司
- 美術設定 - 石垣努
- 撮影監督 - 高橋宏固
- 編集 - 鶴渕允寿、高橋和子
- 音楽 - ドン・フェルダー
- 音声演出 - ハワード・モリス
- スーパーバイジング・プロデューサー - 池内辰夫、加藤俊三
- プロデューサー - バリー・グラッサー、ジェラール・ボールドウィン
- 製作 - 東京ムービー新社

## 各話リスト
日本の放送日はNHKアーカイブスのデータを基に記載。
| 話数   | サブタイトル               | 脚本                                    | 絵コンテ                              | 演出                                 | 作画監督   | 放送日         | 放送日         |
| 話数   | サブタイトル               | 脚本                                    | 絵コンテ                              | 演出                                 | 作画監督   | 米             | 日             |
| ------ | -------------------------- | --------------------------------------- | ------------------------------------- | ------------------------------------ | ---------- | -------------- | -------------- |
| 第1話  | Welcome to Galaxy High     | クリス・コロンバス                      | ジョージ・カンナータ アラン・シェアン | サム・ニコルソン 比留間敏之 富沢信雄 | 桜井美知代 | 1986年 9月13日 | 1991年 3月25日 |
| 第2話  | Pizza's Honor              | ラリー・ディティリオ                    | ジョージ・カンナータ アラン・シェアン | サム・ニコルソン 比留間敏之 難波桂子 | 友永和秀   | 9月20日        | 3月26日        |
| 第3話  | The Beef Who Would Be King | デビッド・ウェイマース ケン・クーンス   | ジョージ・カンナータ アラン・シェアン | サム・ニコルソン 比留間敏之 広川和之 | 杉野昭夫   | 9月27日        | 3月27日        |
| 第4話  | Where's Milo?              | エリック・レワルド ラリー・ディティリオ | ジョージ・カンナータ アラン・シェアン | サム・ニコルソン 比留間敏之 橋本三郎 | 山本天志   | 10月4日        | 3月28日        |
| 第5話  | Those Eyes, Those Lips     | カレン・ウィルソン クリス・ウェーバー   | ジョージ・カンナータ アラン・シェアン | サム・ニコルソン 比留間敏之 橋本三郎 | 山本天志   | 10月11日       | 3月29日        |
| 第6話  | Doyle's New Friend         | ジーナ・バカール                        | ジョージ・カンナータ アラン・シェアン | サム・ニコルソン 比留間敏之 広川和之 | 佐藤雄三   | 10月18日       | 3月30日        |
| 第7話  | Dollars and Sense          | ケン・クーンス デビッド・ウェイマース   | ジョージ・カンナータ アラン・シェアン | サム・ニコルソン 比留間敏之 難波桂子 | 友永和秀   | 10月25日       | 3月31日        |
| 第8話  | Beach Blanket Blow-Up      | ケン・クーンス デビッド・ウェイマース   | ジョージ・カンナータ アラン・シェアン | サム・ニコルソン 比留間敏之 石踊宏   | 安東信悦   | 11月1日        | 4月1日         |
| 第9話  | The Brain Blaster          | デビッド・ウェイマース ケン・クーンス   | ジョージ・カンナータ アラン・シェアン | サム・ニコルソン 比留間敏之 石踊宏   | 安東信悦   | 11月8日        | 4月2日         |
| 第10話 | The Brat Pack              | マーク・スコット・ジクリー              | ジョージ・カンナータ アラン・シェアン | サム・ニコルソン 比留間敏之 石踊宏   | 安東信悦   | 11月15日       | 4月3日         |
| 第11話 | Founder's Day              | ラリー・ディティリオ                    | ジョージ・カンナータ アラン・シェアン | サム・ニコルソン 比留間敏之 石踊宏   | 安東信悦   | 11月22日       | 4月4日         |
| 第12話 | Martian Mumps              | ラリー・ディティリオ                    | ジョージ・カンナータ アラン・シェアン | サム・ニコルソン 比留間敏之 石踊宏   | 安東信悦   | 11月29日       | 4月5日         |
| 第13話 | It Came from Earth         | カレン・ウィルソン クリス・ウェーバー   | ジョージ・カンナータ アラン・シェアン | サム・ニコルソン 比留間敏之 石踊宏   | 安東信悦   | 12月6日        | 4月6日         |